# Coccorchestes fenicheli
Coccorchestes fenicheli is een spinnensoort uit de familie springspinnen (Salticidae). De soort komt voor in Nieuw-Guinea.